# Christian August Vulpius
Christian August Vulpius (ur. 23 stycznia 1762 w Weimarze, zm. 26 czerwca 1827 tamże) – niemiecki poeta, prozaik i dramaturg. Autor poczytnych romansów przygodowych. W swojej najbardziej znanej powieści Rinaldo Rinaldini, sławny bandyta włoski (Rinaldo Rinaldini, der Räuberhauptmann 1798) stworzył klasyczny schemat powieści zbójeckiej.
Jego siostra Christiane była żoną pisarza Johanna Wolfganga Goethego.

## Dzieła (wybór)
- Abentheuer des Ritters Palmendos. 1874.
- Der Schleyer. 1789.
- Aechte und deutliche Beschreibung der Bastille von ihrem Ursprunge an bis zu ihrer Zerstöhrung nebst einigen dahingehörigen Anekdoten. Frankfurt/ Leipzig, 1789.
- Gallerie galanter Damen. Montag, Regensburg 1790–1791. 3 tomy.
- Skizzen aus dem Leben galanter Damen. Ein Beitrag zur Kenntniss weiblicher Karaktere, Sitten, Empfindungen, und Kunstgriffe der vorigen Jahrhunderte. Montag, Regensburg 1789–1791. 4 tomy.
- Abentheuer, Meinungen und Schwänke galanter Männer. Ein Seitenstück zu den Skitzen aus den Leben galanter Damen. Montag, Regensburg 1791.
- Die Zauberfloete. Eine Oper in drei Aufzuegen. Johann Samuel Heinsius, Leipzig 1794.
- Blanka Von Burgund. 1795.
- Romantische Blätter. 1798.
- Rinaldo Rinaldini, der Räuberhauptmann, eine romantische Geschichte unseres Jahrhunderts. 1798.
- Sitah Mani, oder Karl XII Bey Bender. 1809.
- Kuriositäten der physisch-litterarisch-artistisch-historischen Vor- und Mittelwelt. 10 tomów, 1811–1823.
- Historische Curiositäten. Gleditsch, Leipzig 1814.
- Die Vorzeit, oder Geschichte, Dichtung, Kunst und Literatur des Vor- und Mittel-Alters. 4 tomy, Keyser, Erfurt 1817–1821.
- Kurze Uebersicht der Geschichte der Schenken von Tautenburg. Erfurt, Keyser, 1820.
- Handwörterbuch der Mythologie der deutschen Völker. Leipzig, 1826.